# Congocepheus ornatus
Congocepheus ornatus är en kvalsterart som beskrevs av Sandór Mahunka 1983. Congocepheus ornatus ingår i släktet Congocepheus och familjen Carabodidae. Inga underarter finns listade i Catalogue of Life.